# Мадридский договор (1750)

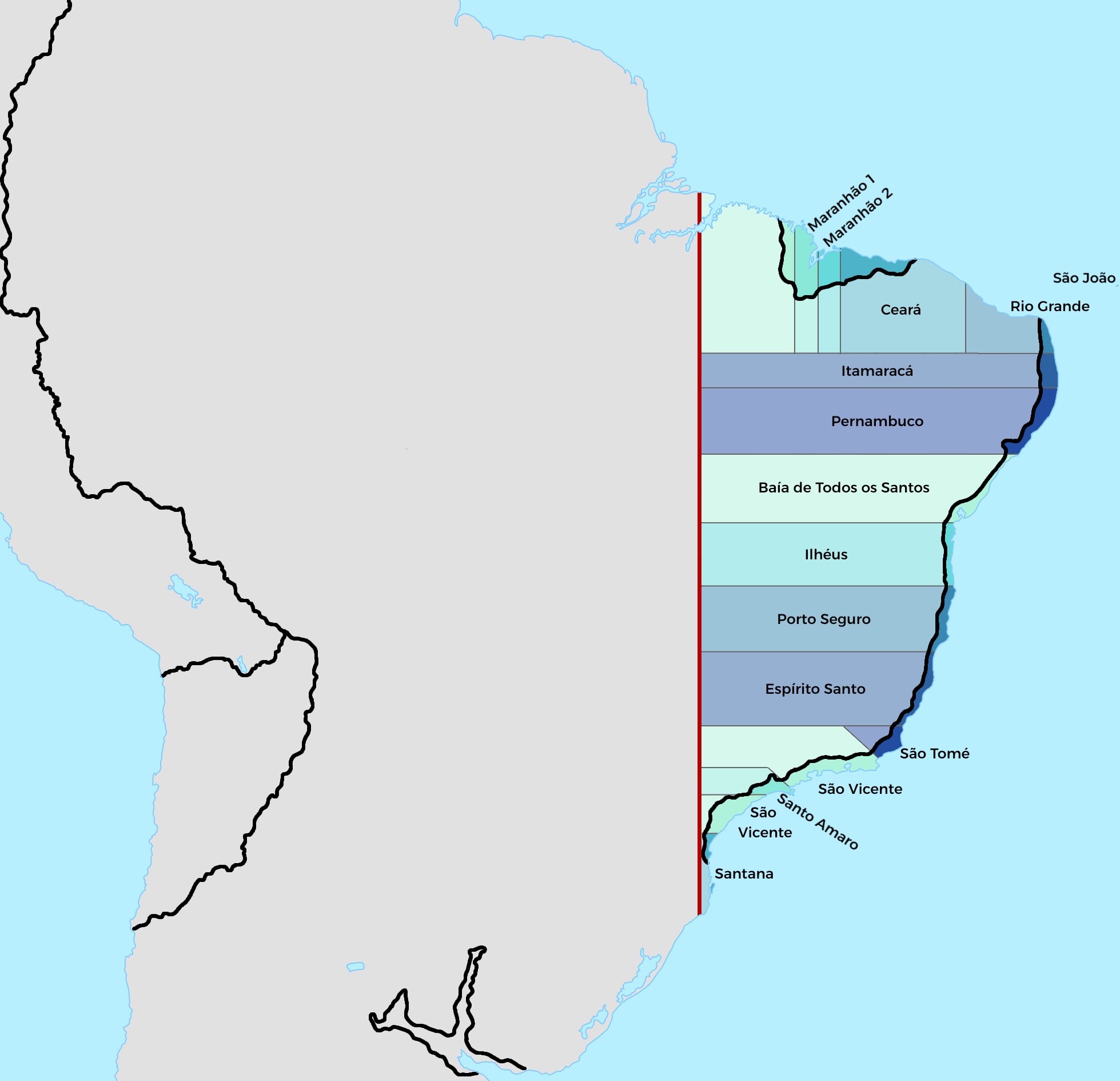
Административное деление Бразилии на 1534 год; территория страны — согласно Тордесильясскому договору.

Мадридский договор 1750 года — международный договор, подписанный Испанией и Португалией 13 января 1750 года в Мадриде. Договор урегулировал границы владений двух стран в Южной Америке, в частности, на территории современной Бразилии.
Тордесильясский договор, заключенный этими странами ранее при посредничестве католической церкви, определял границу владений сторон по 46-му градусу западной долготы. Это обуславливалось тем, что после заключения соглашения в Тордесильясе (1494 год) и Сарагосе (1529 год) Испания завладела территориями, расположенными вне сферы, отведённой ей по условиям этих соглашений (Филиппинские острова), а Португалия расширила свои владения в Южной Америке за пределы демаркационного рубежа, намеченного Тордесильясским договором.
Мадридский договор признавал равноценность этих территориальных приобретений. Обе стороны отказывались впредь от взаимных претензий, основанных на буквальной трактовке соглашений в Тордесильясе и Сарагосе, а также признавали утратившими законную силу ст. 5 и 7 Утрехтского трактата о правах Португалии на колонию Сакраменто.
В 26 статьях основного текста договора содержались следующие условия:
1. Пограничные рубежи проводились таким образом, что территория колонии Сакраменто переходила к Испании, а область Риу-Гранди-ду-Сул оставалась во владении Португалии. Португалия приобретала узкую полосу вдоль берега реки Уругвай — восточную окраину территорий иезуитских миссий в Парагвае (ст. 1-12).
2. Португалия отказывалась в пользу Испании от всех ранее признанных за нею прав на территории Сакраменто, северного берега Ла-Платы и от земель, лежащих к западу от реки Хапуры (северо-западная часть бассейна реки Амазонки) (ст. 13, 15, 23).
3. В случае войны между Испанией и Португалией южноамериканские владения объявлялись нейтральной территорией, и подданные обеих держав, проживающие в колониях, не должны были принимать участия в военных действиях (ст. 21).
4. Порты Южной Америки объявлялись закрытыми для кораблей и купцов всех непиренейских стран.

Узаконивание расширения Португальских территорий в Южной Америке привело в конечном счёте к образованию Бразилии в границах, близких к современным.

Бразилия в 1789 году; территория страны — согласно Мадридскому договору 1750 года.

При определении новой границы объединённая испано-португальская армия в ходе так называемой Войны Гуарани подавляла противодействие семи иезуитских миссий на землях коренных народов гуарани в верховьях реки Уругвай.
Мадридский договор был отменён договором в Эль-Пардо в 1761 году, накануне вступления Португалии в Семилетнюю войну на стороне Англии. Колония Сакраменто была вновь захвачена португальцами и уступлена Испанией по прелиминарному договору в Фонтенебло (1762 год) и Парижскому миру 1763 года.
Однако в 1777 году, следуя указаниям из Мадрида, вице-король Ла-Платы Севальос вторгся в Бразилию, разгромил португальские войска и захватил колонию Сакраменто. Португалия, не надеясь на реальную помощь Англии, которая безуспешно боролась с восставшими американскими колонистами, и опасаясь, что дальнейшие успехи испанского оружия лишат её значительной части Бразилии, вынуждена была подписать Договор в Сан-Ильдефонсо, по которому Испания получала все территории, приобретённые Португалией в период Семилетней войны.